# Calonectria crotalariae
Calonectria crotalariae är en svampart som först beskrevs av Loos, och fick sitt nu gällande namn av D.K. Bell & Sobers 1966. Calonectria crotalariae ingår i släktet Calonectria och familjen Nectriaceae.   Inga underarter finns listade i Catalogue of Life.